# 181 Eucharis
Eucharis (asteroide 181) é um asteroide da cintura principal com um diâmetro de 106,66 quilómetros, a 2,5175957 UA. Possui uma excentricidade de 0,1982904 e um período orbital de 2 032,58 dias (5,57 anos).
Eucharis tem  uma inclinação de 18,7985º.
Este asteroide foi descoberto em 2 de Fevereiro de 1878 por Pablo Cottenot.